# Pabré-Saint-Joseph
Pabré-Saint-Joseph est une localité du département de Pabré, dans la province de Kadiogo (région Centre) au Burkina Faso. En 2006, cette localité comptait 1 989 habitants dont 50,7 % de femmes.